# Opsaridium microlepis
Opsaridium microlepis är en fiskart som först beskrevs av Günther, 1864.  Opsaridium microlepis ingår i släktet Opsaridium och familjen karpfiskar. IUCN kategoriserar arten globalt som starkt hotad. Inga underarter finns listade i Catalogue of Life.